# Willamis de Souza Silva
Willamis de Souza Silva, auch bekannt als Souza (geboren am 4. Februar 1979 in Maceió) ist ein brasilianischer Fußballspieler.

## Karriere
Souza begann seine Profikarriere 1998 beim CS Alagoano. Dort gewann er die 36. Staatsmeisterschaft von Alagoas und die Copa Conmebol 1999, wurde außerdem Vizemeister. Souza bekam 2000 ein Angebot von Botafogo und erhielt dort die Rückennummer 10. Dort konnte er jedoch aufgrund häufiger Ermüdungserscheinungen nur selten spielen und verlor seinen Stammplatz. Er kehrte dem Verein den Rücken und wechselte zum Club Libertad. Nach der Sommersaison spielte er jeweils ein Jahr für die kleineren Vereine Guarani FC, CS Alagoano und AA Portuguesa.
2003 unterschrieb er einen Fünfjahresvertrag beim FC São Paulo, wo er von 2005 bis 2007 Stammspieler auf der Position des rechten Außenverteidigers war. 2008 wurde er an Paris Saint Germain verkauft. Nach nur einer statt der drei geplanten Saisons wurde er 2008 an Grêmio FBPA nach Porto Alegre weiterverliehen. Sein Debüt gab er beim Spiel gegen den EC Vitória am 3. August und erzielte am 21. August erzielte sein erstes Tor im Spiel gegen den CR Flamengo im Maracanã. In der Copa Libertadores 2009 war er mit sechs Toren in zwölf Spielen bester Torschütze seines Vereins. Am 3. Juli 2009 kaufte Grêmio den Spieler von Paris Saint-Germain und gab ihm einen Vertrag für die Saison 2009/10. 2011 wechselte er zum Fluminense FC. Anschließend stand er vom April 2012 bis Dezember 2013 beim Cruzeiro EC in Belo Horizonte unter Vertrag, war aber vom 1. Januar 2013 bis zum Vertragsende an Associação Portuguesa de Desportos ausgeliehen. Am 24. Dezember ging Souza zum Ceará SC. Vom Januar 2015 bis zum März 2016 spielte er für den EC Passo Fundo. 2018 spielte er noch für Brasiliense-DF.

## Erfolge
CS Alagano
- Staatsmeisterschaft von Alagoas: 1999

FC São Paulo
- Staatsmeisterschaft von São Paulo: 2005
- Copa Libertadores: 2005
- FIFA-Klub-Weltmeisterschaft: 2005
- Campeonato Brasileiro de Futebol: 2006, 2007

Paris Saint-Germain
- Coupe de la Ligue: 2008

Grêmio
- Staatsmeisterschaft von Rio Grande do Sul: 2010

Fluminense
- Taça Guanabara: 2012

Portuguesa
- Staatsmeisterschaft von São Paulo: 2013

Ceará
- Staatsmeisterschaft von Ceará: 2014